# 真山朔
真山 朔（まやま さく 1996年5月31日 - ）は、日本の女優、モデル、タレント。和歌山県出身。カクトエンタテインメント所属。

## 来歴
2013年9月、『ミスiD2014』のファイナリストに選出され、山崎まどか賞を受賞。
以後、女優、ファッションブランドのモデル、タレントとして幅広く活躍している。映画「私たちのハァハァ」で映画初出演。初演技に見えない高い演技力で多くの評価を獲得している。ミスiDでの受賞後は出身地の和歌山県と関東圏への往復を仕事の度に続けていたが、2016年に芸能事務所「カクトエンタテイメント」に所属したのを機に本格的な芸能活動を開始。

## 人物
- 尊敬する女優は刈谷友衣子。
- 和歌山の港町に近い場所で育ち、父とよく釣りに出かけていたので、釣りが得意。釣った魚をその場で三枚おろしにできる。
- 料理が得意なため、親友の井上苑子の家に泊まる際は料理をして妻のように帰りを待つという。

## 出演

### 映画
- 私たちのハァハァ（2015年9月12日　監督：松居大悟）主演・チエ役[4]

### ドラマ
- ON 異常犯罪捜査官・藤堂比奈子（2016年7月13日）

### MV
- 新山詩織「さよなら私の恋心」（2017年9月　監督：岩井俊二）
- アカシック「オレンジに塩コショウ」（2017年6月　監督：スミス）
- ラブリーサマーちゃん「青い瞬きの途中で」（2016年6月　監督：佐藤祐紀）[5]
- クリープハイプ「わすれもの」（2015年9月　監督：松居大悟）
- クリープハイプ「クリープ」（2015年9月　監督：松居大悟）
- 大森靖子「イミテーションガール」（2014年12月　監督：二宮ユーキ）[6]
- いきものがかり「ラブソングは止まらないよ」（2014年7月　監督：三木孝浩 瀬田なつき）

### PV
- 中西金属工業株式会社 就活PV『回シテ ビー アンビシャス』（2016年3月29日）[7]

### ラジオ
- 井上苑子のオールナイトニッポン０（2016年6月13日、ニッポン放送）

### テレビ
- 「私たちのハァハァ」DVD発売記念特番『現在の私たちのハァハァな日常』（2016年6月24日、スペースシャワーTV）

### 写真集
- 「キカカキョ」（2014年7月20日）

### モデル
- HIDAKA（FASHION MOMENT TOKYO 2016年3月18日）
- 梨凛花～rinrinka～ ポスター、HPモデル（2016年6月）
- シブカルファッション夜（ナイト）（梨凛花～rinrinka～ 2015年10月17日）[8]

### 映画祭
- あきた十文字映画祭（2016年2月1日）
- 第25回映画祭 TAMA CINEMA FORUM（2015年11月29日）